# Клаус Ліденбергер
Клаус Ліденбергер (нім. Klaus Lindenberger, нар. 28 травня 1957, Лінц) — австрійський футболіст, воротар. По завершенні ігрової кар'єри — футбольний тренер.
Як гравець насамперед відомий виступами за клуби ЛАСК (Лінц) та «Сваровскі-Тіроль», а також національну збірну Австрії.
Дворазовий чемпіон Австрії. Володар Кубка Австрії.

## Клубна кар'єра
У дорослому футболі дебютував 1979 року виступами за команду клубу ЛАСК (Лінц), в якій провів дев'ять сезонів, взявши участь у 283 матчах чемпіонату. Більшість часу, проведеного у складі ЛАСКа, був основним голкіпером команди.
Своєю грою за цю команду привернув увагу представників тренерського штабу клубу «Сваровскі-Тіроль», до складу якого приєднався 1988 року. Відіграв за команду з Інсбрука наступні три сезони своєї ігрової кар'єри. Граючи у складі «Сваровскі-Тіроля» також здебільшого виходив на поле в основному складі команди. За цей час двічі виборював титул чемпіона Австрії, ставав володарем Кубка Австрії.
Завершив професійну ігрову кар'єру у клубі ЛАСК (Лінц), у складі якого свого часу розпочинав професійну кар'єру. Прийшов до команди 1991 року, захищав її кольори до припинення виступів на професійному рівні у 1993.

## Виступи за збірну
1982 року дебютував в офіційних матчах у складі національної збірної Австрії. Протягом кар'єри у національній команді, яка тривала 9 років, провів у формі головної команди країни 44 матчі.
У складі збірної був учасником чемпіонату світу 1982 року в Іспанії, чемпіонату світу 1990 року в Італії.

## Кар'єра тренера
По завершенні ігрової кар'єри розпочав тренерську роботу, працював тренером воротарів, асистентом головного тренера у низці команд, включаючи збірну Австрії.
Протягом 2008—2009 років очолював тренерський штаб команди клубу ЛАСК (Лінц).

## Титули і досягнення
- Чемпіон Австрії (2):

«Сваровскі-Тіроль»: 1988–89, 1989–90
- Володар Кубка Австрії (1):

«Сваровскі-Тіроль»: 1988–89